# Skigebiet Kreuzberg

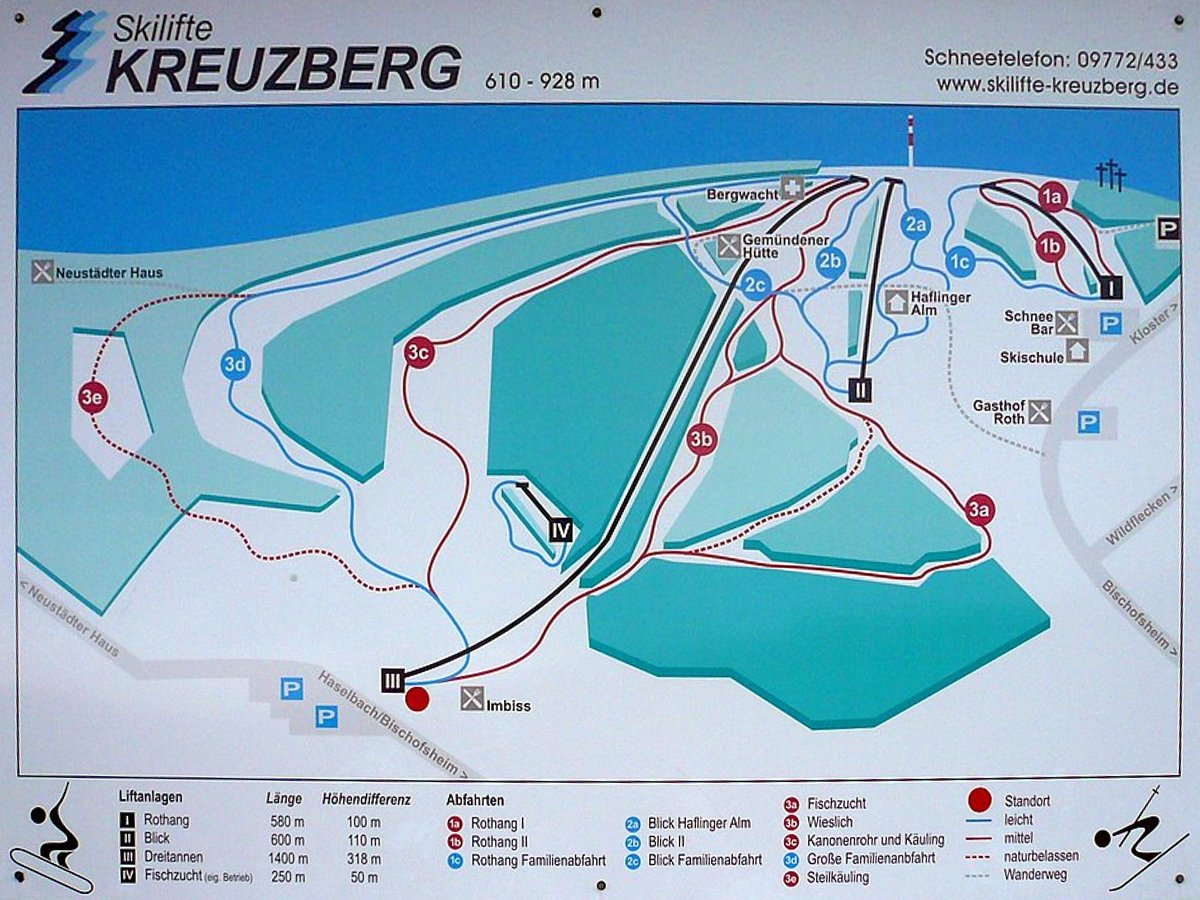
Skigebietskarte vom Kreuzberg

Das Skigebiet Kreuzberg liegt auf der Nordseite des im bayerischen Teil der Rhön bei Bischofsheim gelegenen Kreuzbergs (928 m ü. NHN). Es reicht vom Berggipfel bis hinunter auf ca. 600 m ü. NHN. In ihm  befinden sich vier Skilifte mit Längen von 250 bis 1400 Metern, die elf Abfahrten mit unterschiedlichen Schwierigkeitsgraden erschließen. Die Abfahrten haben Längen von 250 bis 3000 Meter und ergebenin Summe etwa 15 Kilometer. Es handelt sich um das größte Skigebiet und aufgrund der Länge und Steilheit der Pisten um eines der anspruchsvollsten in der Rhön. Aufgrund ihrer Höhen- und Nordlage zählen die beiden oberen Skilifte (Rothanglift und der Blicklift) zu den schneesichersten Skiliften. Der Dreitannenlift ist der längste Skilift in der Rhön, er ist außerdem der längste Schlepplift mit dem größten Höhenunterschied in Deutschland außerhalb der Alpen. 
An das Gebiet mit Abfahrten schließen sich eine Skisprunganlage mit drei auch im Sommer benutzbaren Schanzen (Mattenschanzen), mehrere Langlaufloipen und Winterwanderwege an.

## Lage
Das Skigebiet am Kreuzberg befindet sich im Naturpark Bayerische Rhön und im Biosphärenreservat Rhön, die zum Regierungsbezirk Unterfranken gehören. Das Skigebiet ist dadurch Naturschutzauflagen unterworfen, die teilweise in den hessischen Wintersportgebieten der Rhön nicht bestehen. Im Nord-Nordosten des Skigebiets liegt die Stadt Bischofsheim in der Rhön und im Südosten die Gemeinde Sandberg, beide im Landkreis Rhön-Grabfeld, im Westen der Markt Wildflecken, Landkreis Bad Kissingen. Der Nordhang des Kreuzberges, der überwiegend vom Skigebiet eingenommen wird, weist eine große Hangneigung auf und fällt zum Oberlauf der tief in das Gelände eingeschnittenen Brend, einem Zufluss der Fränkischen Saale, auf etwa 400 Meter über Normalnull ab. In etwa drei Kilometer horizontaler Entfernung werden über 500 Meter Höhenunterschied überwunden.

## Beschreibung

### Skilifte

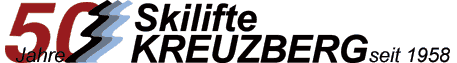
50 Jahre Skilifte Kreuzberg

Im Skigebiet befinden sich die Schlepplifte Blicklift, Rothanglift, Dreitannenlift und Fischzuchtlift, die eine stündliche Beförderungskapazität von etwa 3600 Personen haben. Einkehrmöglichkeiten bestehen pistennah in der Drei-Tannen-Alm und in der Gemündener Hütte. Auch die Gaststätte im Kloster Kreuzberg, wo selbst gebrautes Bier ausgeschenkt wird, gehört noch zum Umfeld der Lifte.
Drei der Skilifte, der Dreitannenlift, der Rothanglift und der Blicklift, firmieren unter dem Namen Skilifte Kreuzberg. Eigentümer der Lifte, die bei ausreichender Schneelage täglich geöffnet sind, ist die Familie Willert, Pächter ist Thomas Fuß aus Haselbach. Diese Skilifte enden in ähnlicher Höhenlage und geringem Abstand zueinander, so dass von einem Lift auf die Piste eines anderen gewechselt werden kann. So ist die Befahrung aller Pisten vom gleichen Einstiegspunkt aus nach und nach möglich. Der vierte Skilift, der Fischzuchtlift, ist eigenständig und bei entsprechender Schneelage an Wochenenden und in den Weihnachtsferien geöffnet. Pächter des Skilifts ist die Familie Enders.

#### Blicklift

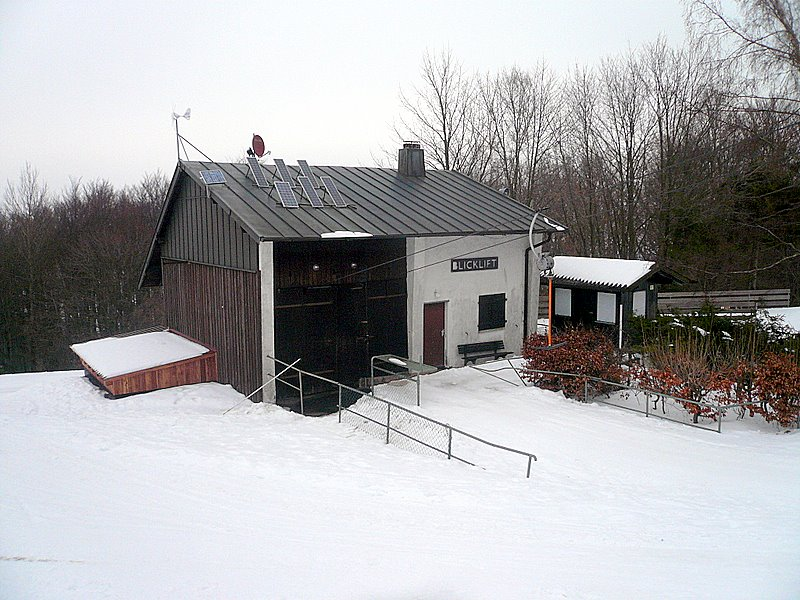
Blicklift

Der Blicklift der Marke Doppelmayr, Baujahr 1958, ist der älteste Schlepplift in der Rhön und im nördlichen Bayern. Er überwindet bei einer Gesamtlänge von 600 Metern mit vier Portalstützen – jeweils zwei stehende Profile, die oben waagerecht miteinander verbunden sind und das Seil führen – einen Höhenunterschied von 110 Metern (780 bis 890 Meter über Normalnull). Der Lift befindet sich am Nordhang des Kreuzberges und bedient drei Abfahrten mit Längen von 620 bis 940 Metern und leichten bis mittleren Schwierigkeitsgraden. Der Skilift führt zur Bergkuppe am Bischofsheimer Blick, von dem der Name abgeleitet ist. Er wird durch einen Dieselmotor in der Talstation angetrieben. Die Personenbeförderung geschieht mit Doppellangbügeln aus Kunststoff – Gehänge mit langen Bügeln, an denen Haltegriffe für zwei Personen angebracht sind.
| Name                  | Länge     | Schwierigkeit | Pistenplannummer |
| --------------------- | --------- | ------------- | ---------------- |
| Blick Haflinger Alm   | 620 Meter | mittel        | 1a               |
| Blick II              | 630 Meter | mittel        | 1b               |
| Blick Familienabfahrt | 940 Meter | leicht        | 1c               |

#### Rothanglift

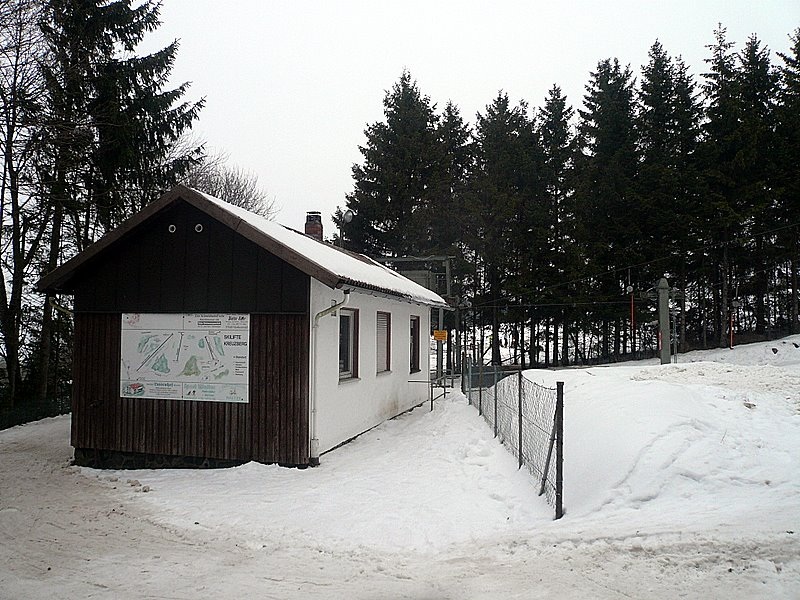
Rothanglift

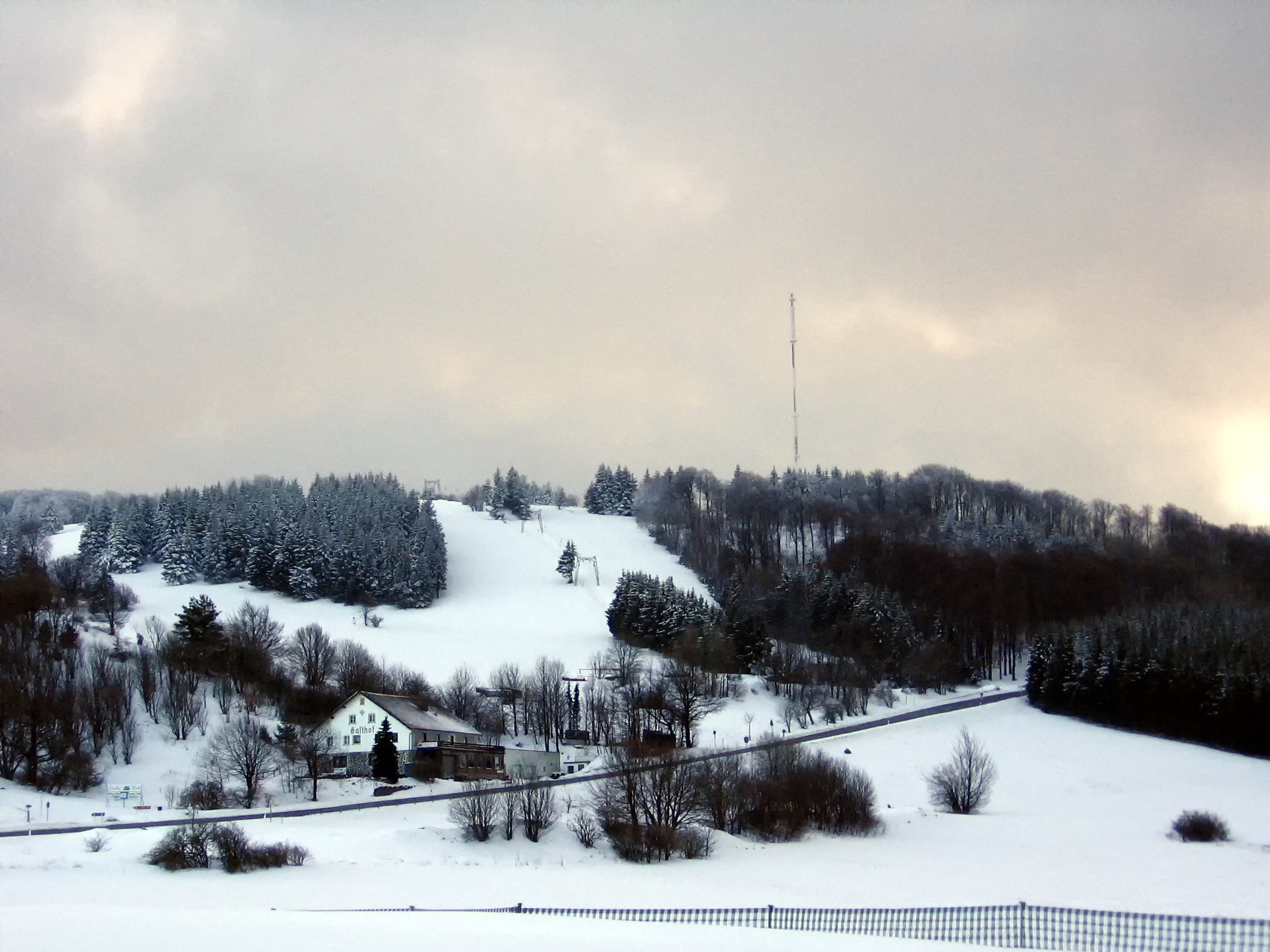
Rothanglift mit Abfahrten und Gasthof Roth

Der Rothanglift der Marke Doppelmayr, Baujahr 1963, überwindet bei einer Gesamtlänge von 580 Metern mit sechs Portalstützen einen Höhenunterschied von 100 Metern (etwa 775 bis 875 Meter über Normalnull). Der Lift befindet sich am Nordwesthang des Kreuzberges und bedient drei Abfahrten mit Längen von 580 bis 890 Metern und leichten bis mittleren Schwierigkeitsgraden. Der Antrieb geschieht durch einen Dieselmotor in der Talstation. Die Liftbenutzer werden mittels Doppellangbügeln aus Kunststoff befördert.
| Name                    | Länge     | Schwierigkeit | Pistenplannummer |
| ----------------------- | --------- | ------------- | ---------------- |
| Rothang I               | 580 Meter | mittel        | 2a               |
| Rothang II              | 580 Meter | mittel        | 2b               |
| Rothang Familienabfahrt | 890 Meter | leicht        | 2c               |

#### Dreitannenlift

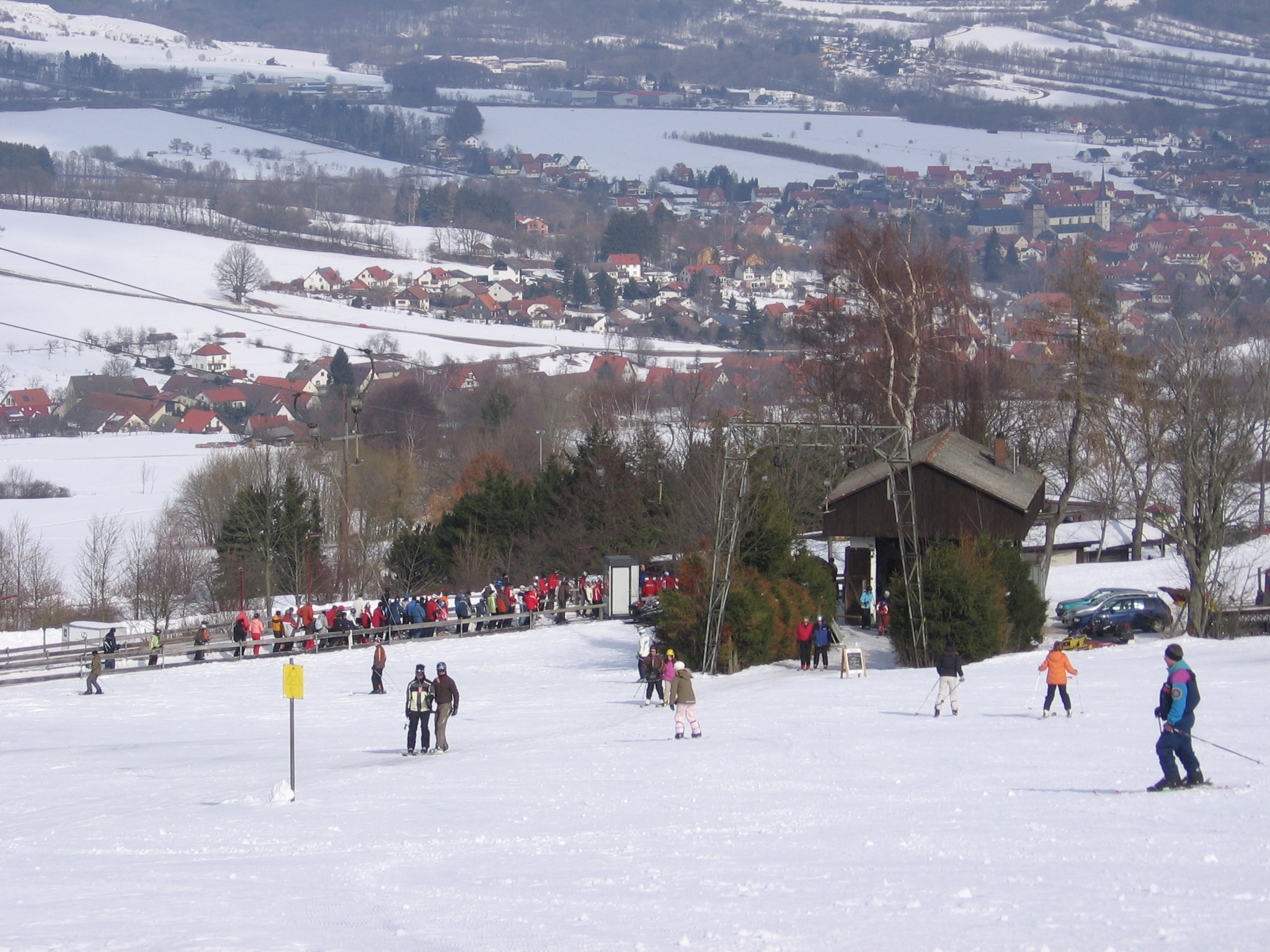
Dreitannenlift

Abfahrt Kanonenrohr und unterer Teil der Familienabfahrt sowie Drei-Tannen-Alm und Dreitannenlift

Ansicht Skigebiet Kreuzberg mit (von links) Steilkäuling, Familienabfahrt, Kanonenrohr, Trasse Dreitannenlift, Wieslich. Die Abfahrt Steilkäuling mündet in die Familienabfahrt. Die Familienabfahrt mündet im unteren Bereich in die Abfahrt Kanonenrohr.

Der Dreitannenlift der Marke Doppelmayr, Baujahr 1964, ist der längste Skilift und überwindet bei einer Gesamtlänge von 1408 Metern auf 13 Portalstützen mit 318 Metern (von 575 bis auf 890 Meter über Normalnull) den größten Höhenunterschied im mitteldeutschen Raum. Der Lift befindet sich am Nordosthang des Kreuzberges und bedient vier leichte bis schwere Abfahrten mit Längen von 1460 bis 3000 Metern und laut DSV stellenweise über 40 Prozent Längs- und Quergefälle. Die Pisten sind die längsten und anspruchsvollsten in der Rhön. Der Antrieb geschieht durch einen Dieselmotor in der Talstation. Zur Personenbeförderung dienen Doppelkurzbügel aus Holz, die vom Liftpersonal den Benutzern gereicht werden.
| Name                    | Länge      | Schwierigkeit     | Pistenplannummer |
| ----------------------- | ---------- | ----------------- | ---------------- |
| Fischzucht              | 1700 Meter | mittel bis schwer | 3a               |
| Wieslich                | 1460 Meter | schwer            | 3b               |
| Kanonenrohr und Käuling | 1800 Meter | mittel            | 3c               |
| Große Familienabfahrt   | 2600 Meter | leicht            | 3d               |
| Steilkäuling            | 3000 Meter | mittel bis schwer | 3b+3a            |

#### Fischzuchtlift

Fischzuchtlift, darüber Seile mit Bügel vom Dreitannenlift

Der Fischzuchtlift, Baujahr 1970, überwindet mit einer Gesamtlänge von 250 Metern einen Höhenunterschied von 50 Metern (590 bis 640 Meter über Normalnull). Die Talstation des Liftes befindet sich oberhalb der Dreitannenlift-Talstation, bei dessen zweiter Portalstütze. Die Personenbeförderung geschieht ohne Portalstützen mit niederer Seilführung, wobei das Seil in Gesäßhöhe eines Erwachsenen verläuft, an der Haltebügel angebracht sind. Er wird unabhängig vom Betrieb Skilifte Kreuzberg geführt. Die zugehörige Skipiste führt über den unteren Teil der Kanonenrohr-Abfahrt.

### Skisprungschanzen
Im Skigebiet stehen auf etwa 600 Meter über Normalnull die Kreuzbergschanzen, auf denen seit 1952 gesprungen wird. Die im Jahre 1997 wiedererrichtete Schanzenanlage besteht aus drei Mattenschanzen (K-Punkte: 16, 30 und 50 Meter), die den neuesten FIS-Normen entsprechen und überwiegend vom Skisprungnachwuchs genutzt werden. Die Kreuzbergschanze ist die einzige Sprungschanze in der Rhön und in Unterfranken. Die drei Schanzen sind mit einem bis zum 4. Dezember 2012 gültigen Zertifikat beim Deutschen Skiverband (DSV) mit den Zertifikatsnummern DSV 190 (K-16), 191 (K-30) und 192 (K-50) gelistet. Die größte Veranstaltung auf den Schanzen fand vom 24. bis 26. Januar 1964 mit den Nordischen Winterspielen der bayerischen Skijugend statt. Die größte Weite, allerdings gestürzt, wurde mit 74 Metern von Henrik Ohlmeyer vom SC Bischofsgrün erzielt.

### Langlaufloipen
Das Skigebiet ist von zwei Loipen für die klassische Skilanglauf-Technik durchzogen. Die Rundloipe Neustädter Haus (auch Kleine Schleife genannt) hat eine Länge von sieben Kilometern und liegt 630 bis 750 Meter über Normalnull hoch. Der Schwierigkeitsgrad ist „schwer“ und es werden 130 Höhenmeter überwunden. Die Rundloipe Kreuzberg (auch Große Schleife genannt) liegt auf 750 bis 820 Meter über Normalnull. Die Länge beträgt neun Kilometer, der Schwierigkeitsgrad ist „mittel“ bei ebenfalls 130 Höhenmetern. Die Einstiegspunkte zu den Loipen befinden sich beim Kloster Kreuzberg und beim Neustädter Haus.

### Rodelhänge
Im Skigebiet befinden sich zwei Rodelhänge. Eine Bahn mit einer Länge von 300 Metern auf etwa 840 Meter über Normalnull befindet sich beim Gasthof Roth am Ende des Wanderweges Kniebreche, neben der Zufahrtsstraße zum Kloster Kreuzberg, ein weiterer Rodelhang unterhalb des Klostergartens am Kloster Kreuzberg auf etwa 880 Meter über Normalnull mit einer Länge von 250 Metern.

### Winterwanderwege
Das Skigebiet ist von mehreren Winterwanderwegen durchzogen. Einer führt von Haselbach über vier Kilometer über die Kreuzbergschanze zum Gipfel, ein weiterer,  4,5 Kilometer langer, von Haselbach über das Neustädter Haus bis zum Sender Kreuzberg auf dem Gipfelplateau. Ein ebenfalls 4,5 Kilometer langer Winterwanderweg verbindet den Arnsberg mit dem Kloster Kreuzberg. Im unteren Bereich des Skigebietes befindet sich ein Rundwanderweg mit 4,1 Kilometer Länge, der von Haselbach über die Gästehäuser und das Caritasheim zurück nach Haselbach führt.

## Geschichte
Der Skibetrieb am Kreuzberg begann in den ersten Jahrzehnten des 20. Jahrhunderts. Die Skitouristen kamen an den Sonntagen mit einem Sonderzug der Deutschen Reichsbahn, dem Ski-Express, aus Schweinfurt und Würzburg zum Bahnhof in Bischofsheim angereist. Von dort ging es mit dem Bus oder zu Fuß in das Skigebiet am Kreuzberg. An besucherstarken Tagen pendelten bis zu sieben Busse zwischen Haselbach und dem Kreuzberg. Die Skifahrer fuhren talwärts auf nicht präparierten Pisten und schmalen, steilen Waldwiesen, Wieslich genannt, nach Haselbach. Mit dem Bus wurden die Skifahrer bis in die 1950er Jahre von Haselbach in das Skigebiet transportiert. Teilweise ging es auch nach der Abfahrt zu Fuß mit geschulterten Skiern wieder nach oben, so dass kaum mehr als drei Abfahrten am Tag möglich waren. In den Jahren 1932 und 1933 entstand im Skigebiet an der Fischzucht die erste Sprungschanze, die nach dem Zweiten Weltkrieg erneuert wurde. Im Jahre 1952 begann der Bau der Großen Kreuzbergschanze, die zur damaligen Zeit mit einem K-Punkt von 75 Metern eine der größten Schanzen in Deutschland war. Die Kleine Kreuzbergschanze mit einem K-Punkt von 38 Metern wurde in den Jahren 1953 bis 1954 direkt neben der großen gebaut.

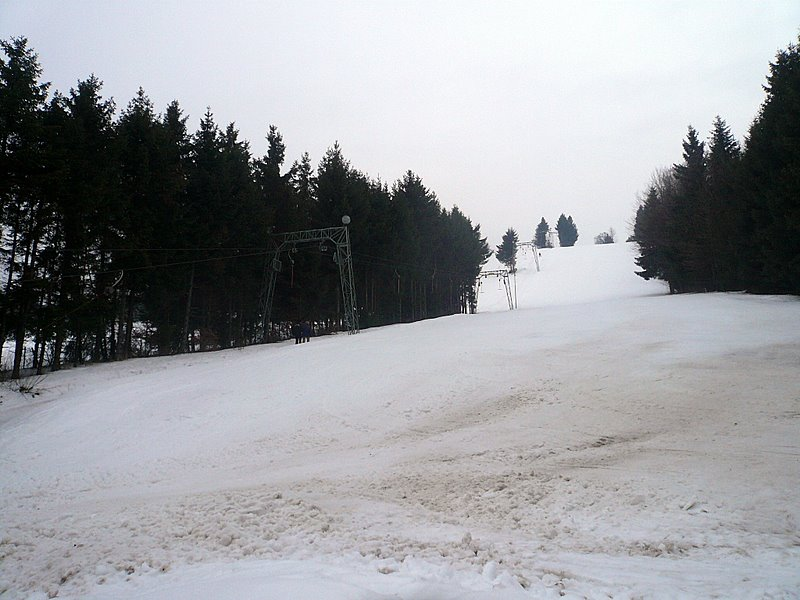
Rothanglift – Piste

Im Sommer 1958 baute der Schreibfedern-Fabrikant Otto Willert aus Neuendorf bei Lohr am Main mit dem Blicklift den ersten Skilift am Kreuzberg, einen der ersten in Deutschland außerhalb der Alpen. Der Skilift, der für eine Bergauffahrt zweieinhalb Minuten benötigt, hatte ursprünglich zur Personenbeförderung Holzbügel. Später wurde der Lift mit Kunststoffbügeln ausgestattet. Der reguläre Skibetrieb begann am 4. Dezember 1958. Zu erreichen war der Lift zu Fuß von Haselbach aus. Die Piste wurde damals  durch  Festtreten des Schnees mit Skiern präpariert. Der Winter 1958/1959 war am Kreuzberg schneearm, so dass der Lift in der ersten Saison nur an 44 Tagen in Betrieb war. An den Betriebstagen war er stark besucht, die Gäste kamen aus dem weiteren Umland wie Aschaffenburg, Lohr am Main und Wertheim. Im Jahre 1963 wurde mit dem Rothanglift der zweite Skilift am Kreuzberg mit der Talstation in der Nähe der Zufahrtsstraße zum Kloster Kreuzberg in Betrieb genommen. Unterhalb der Talstation wurde ein Parkplatz angelegt, nun konnten die Skifahrer mit dem Kraftfahrzeug direkt in das Skigebiet fahren. Im Jahre 1964 wurde mit dem Dreitannenlift der längste Skilift in der Rhön gebaut. Zur Präparierung der Pisten wurde im Jahre 1968 erstmals eine Pistenwalze eingesetzt.
Der Winter 1969/1970 war der bisher schneereichste in der Geschichte der Kreuzberglifte. Der erste Schnee fiel Mitte November 1969 und blieb bis Anfang April 1970 liegen. Die Lifte liefen in diesem Winter an 143 Tagen. Im Jahre 1970 wurde oberhalb der Talstation des Dreitannenlifts der Fischzuchtlift als Familienbetrieb eröffnet. Der RWV Haselbach richtete  am 9. und 10. September 1978 die Grasski-Europameisterschaft mit den Disziplinen Slalom und Riesenslalom und Teilnehmern aus sieben Nationen am Kreuzberg aus. Im Februar 1988 fand das letzte Springen auf der Kleinen Kreuzbergschanze statt. Das Springen auf der Großen Kreuzbergschanze war bereits mehrere Jahre vorher eingestellt worden.

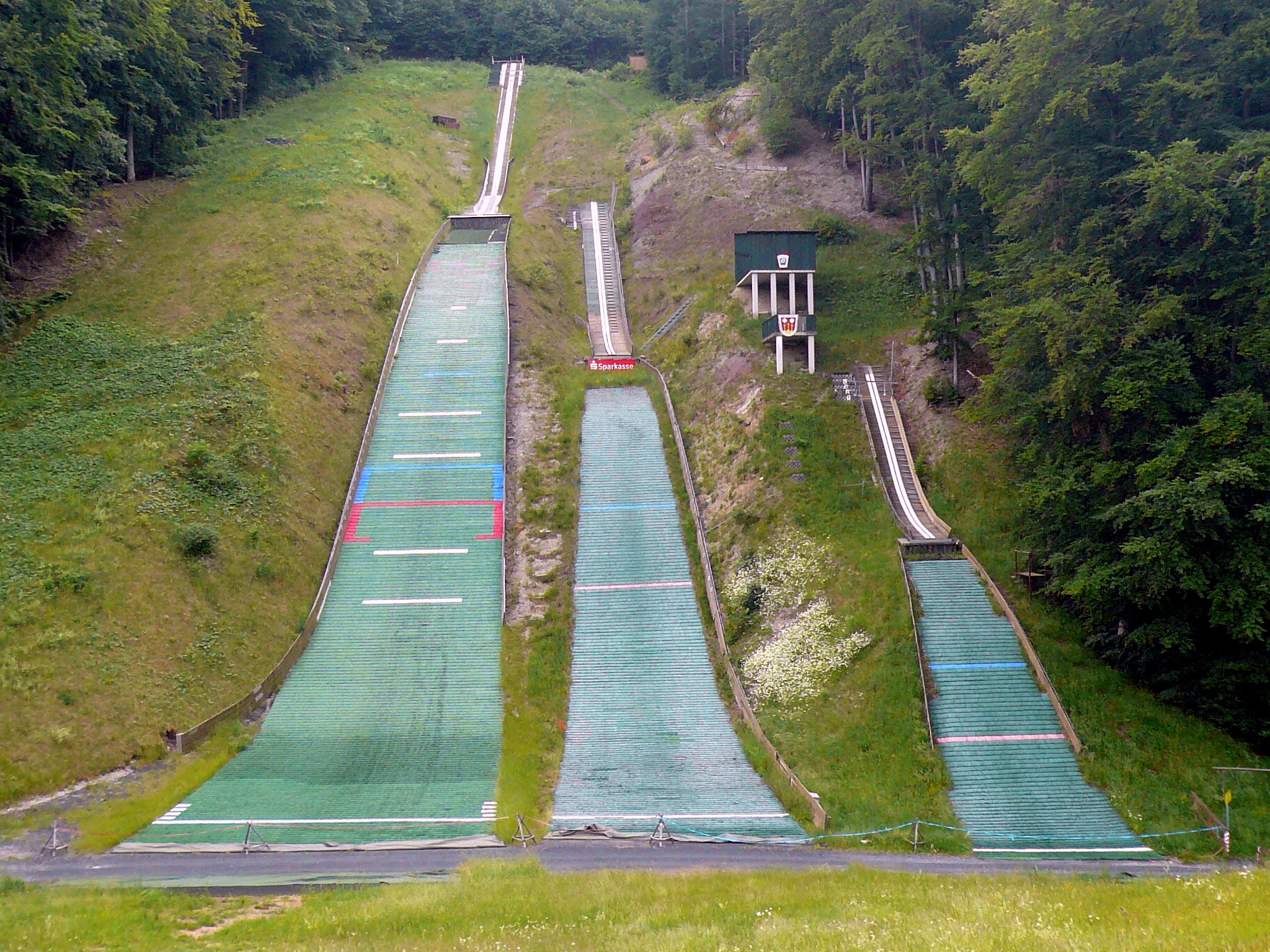
Kreuzbergschanze

In den Wintern 1981/1982 und 1983/1984 konnten die Kreuzberglifte mit 116 und 117 letztmals über 100 Betriebstage in einer Saison verzeichnen. 1986 pachtete Thomas Fuß die Skilifte. Ende der 1980er Jahre wurden die Winter am Kreuzberg immer schneeärmer. Im Winter 1988/1989 liefen die Lifte an sechs, 1989/1990 an 19 Tagen. Im Jahre 1997 wurden neue Sprungschanzen mit Konstruktionspunkten von 16, 30 und 50 Metern gebaut. Die beiden kleineren Schanzen wurden mit Matten belegt, so dass ein Springen im Sommer möglich wurde. Vom Sommer 2005 bis zum Frühling 2006 wurde die 50-Meter-Schanze ebenfalls mit Matten belegt. Der Winter 1998/1999 ermöglichte mit 57 Tagen die längste Betriebsdauer seit Ende der 1980er Jahre. Im Januar 2005 wurde am Blicklift ein Funpark für Snowboarder mit verschiedenen Sprungelementen eröffnet und 2006 eine neue Pistenraupe mit flexibler Fräse und breiter Spur angeschafft. Damit stehen drei Pistenfahrzeuge zur Verfügung. Der Winter 2005/2006 war einer der schneereichsten in der Geschichte der Kreuzberglifte. Der erste Schnee fiel Mitte November und blieb bis April liegen. Die Schneemengen reichten jedoch nicht an die des Winters 1969/1970 heran. Im Winter 2006/2007 waren die Lifte überhaupt nicht in Betrieb, weil es nicht genügend geschneit hatte. Der Winter 2008/2009 war in der Rhön schneereich. Die Lifte Rothang und Blick liefen bereits im November und mit Unterbrechungen bis zum Ende des Winters. Der Dreitannenlift hatte im Vergleich zu den Vorjahren ebenfalls viele Betriebstage.